# Jan Långben jagar storvilt
Jan Långben jagar storvilt (även Jan Långben jagar lejon) (engelska: Father's Lion) är en amerikansk animerad kortfilm med Långben från 1952.

## Handling
Långben är ute i naturen med sin son för att campa. När de slagit sig till ro i skogen stöter de på en puma som de råkar störa.

## Om filmen
Filmen hade svensk premiär den 20 oktober 1952 och visades på biografen Spegeln i Stockholm.
Filmen har givits ut på VHS och DVD och finns dubbad till svenska.

## Rollista
- Pinto Colvig – Långben
- Bobby Driscoll – Långbens son
- James MacDonald – puman[7]